# Szczyrk (gmina w rejencji katowickiej)
Gmina Szczyrk (niem. Amtsbezirk Schirk; do 28 lipca 1941 Bystra) – dawna zbiorowa gmina wiejska (Amtsbezirk), funkcjonująca w latach 1941–1945 pod okupacją niemiecką w Polsce. Siedzibą gminy był Szczyrk (Schirk).
Gminę Szczyrk utworzono 29 lipca 1941 z obszaru zniesionej niemieckiej gminy Bystra (Amtsbezirk Bistrai-Nord) w powiecie bielskim (od 10 października 1939 pod nazwą Landkreis Bielitz). Landkreis Bielitz należał do rejencji katowickiej (Regierungsbezirk Kattowitz), początkowo należącej do prowincji Śląsk (Provinz Schlesien), a od 18 stycznia 1941 do wyodrębnionej z niej prowincji Górny Śląsk (Provinz Oberschlesien).
Gmina Szczyrk składała się z obszarów o różnorodnej strukturze (gminy jednostkowe i gminy zbiorowe), należących przed wojną do dwóch różnych powiatów i województw:
- obszarów należących za II RP do powiatu bielskiego w woj. śląskim z gminami jednostkowymi:
  - zniesiona jednostkowa gmina Bistrai-Nord (Bystra Śląska):
- obszarów należących za II RP do powiatu bialskiego w woj. krakowskim z gminami zbiorowymi:
  - zniesiona zbiorowa gmina Bystra-Wilkowice: gromady Bistrai-Süd (Bystra Krakowska), Butschkowitz (Buczkowice), Fischersdorf (Rybarzowice), Godsiska (Godziszki), Meschna (Meszna), Schirk (Szczyrk) i Wolfsdorf (Wilkowice).

Na początku 1945 gmina Szczyrk składała się z ośmiu gromad (Gemeinden): Bistrai-Nord (Bystra Śląska), Bistrai-Süd (Bystra Krakowska), Butschkowitz (Buczkowice), Fischersdorf (Rybarzowice), Godsiska (Godziszki), Meschna (Meszna), Schirk (Szczyrk) i Wolfsdorf (Wilkowice).
Jednostka przetrwała do 1945 roku. Po wojnie gminę zniesiono; jej obszar „krakowski” utworzył ponownie gminę Bystra-Wilkowice w powiecie bialskim w woj. krakowskim, natomiast w Bystrej Śląskiej ustanowiono zbiorową (lecz jednowioskową), gminę Bystra w powiecie bielskim w woj. śląskim. 1 kwietnia 1946 z gminy Bystra-Wilkowice wyodrębniono wieś Szczyrk, tworząc z niej osobną gminę Szczyrk.